# Oscar Pistorius

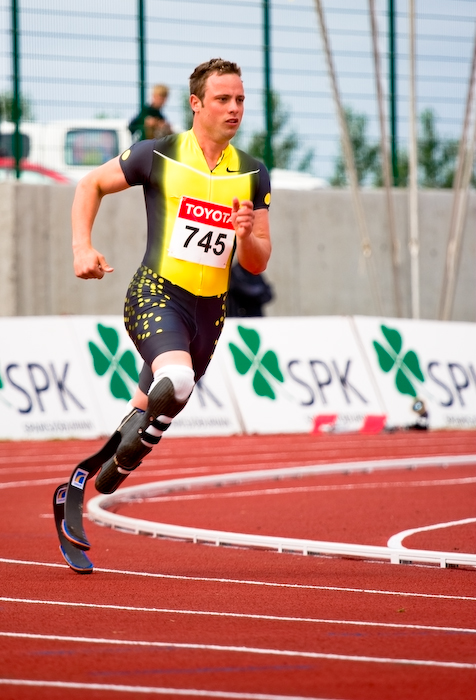
Oscar Pistorius im Jahr 2007

Oscar Leonard Carl Pistorius (* 22. November 1986 in Sandton), auch bekannt als Fastest man on no legs und Blade Runner, ist ein ehemaliger südafrikanischer Sprinter und Weltrekordhalter, dem bei seiner Geburt aufgrund einer Fehlbildung (Fibulaaplasie) die Wadenbeine und die äußere Seite der Füße fehlten. Er hatte nur zwei Zehen, die Knochen auf der Innenseite des Fußes und die Ferse. Im Alter von elf Monaten wurden ihm die Beine unterhalb der Knie amputiert. Durch speziell für ihn angefertigte Unterschenkelprothesen aus Karbon ist er in der Lage, zu laufen und zu sprinten. Von 2004 bis 2012 erzielte  er mehr als ein Dutzend Podestplätze bei internationalen Wettbewerben für Behinderte und auch Nichtbehinderte.
Im Februar 2013 erschoss er in der gemeinsamen Wohnung seine Lebensgefährtin Reeva Steenkamp durch die Badezimmertür hindurch. Aufgrund dieses Tötungsdeliktes wurde er angeklagt und wegen Mordes nach südafrikanischem Recht (murder) letztlich zu 15 Jahren Haft verurteilt. Im Januar 2024 wurde er nach Verbüßung der Hälfte der Haftstrafe auf Bewährung entlassen. Seine Entlassung auf Bewährung wurde von Teilen der Bevölkerung als unfair empfunden.

## Leben
Oscar Pistorius ist das zweite gemeinsame Kind von Sheila (1958–2002) und Henk Pistorius. Er hat zwei Geschwister: den 18 Monate älteren Bruder Carl Pistorius und die drei Jahre jüngere Schwester Aimee.
Die Eltern ließen sich scheiden, als Oscar sieben Jahre alt war.
Seine Muttersprache ist Afrikaans, zudem spricht er Englisch.
Pistorius besuchte die Constantia Kloof Primary School und von 2001 bis 2005 die Pretoria Boys High School. Ab 2007 studierte der Sportler Betriebswirtschaftslehre.

## Sportliche Karriere
An der High School spielte Pistorius zunächst Cricket, Rugby und Tennis. Laufen war zu dieser Zeit nur Teil des Rugbytrainings. Am 21. Juni 2003 (also
mit 16) verletzte er sich jedoch schwer beim Rugbyspielen. Es folgte eine längere Reha-Phase. In dieser konzentrierte sich Pistorius erstmals auf den Laufsport.
Am 28. Januar 2004 gewann der damals 17-Jährige sein erstes 100-Meter-Rennen. In einem Schulwettbewerb lief er 100 Meter in 11,72 Sekunden.
Im September 2004 trat Pistorius bei den Paralympics in Athen an und holte Gold über 200 Meter sowie Bronze über 100 Meter (beide in der Kategorie T44).
Im März 2005 lief Pistorius bei den offenen Meisterschaften (der Nichtbehinderten) in Südafrika und wurde mit 47,34 Sekunden Sechster über 400 Meter. Im selben Jahr holte er zweimal Gold beim „Visa Paralympic World Cup“ über 100 und 200 Meter. Im Mai 2005 war er auf Einladung in Manchester und nahm am Paralympic World Cup teil. Im August reiste der Athlet nach Helsinki zum Grand Prix.
2006 gewann Pistorius bei den IPC-Weltmeisterschaften im niederländischen Assen drei Goldmedaillen. Er siegte über 100, 200 und 400 Meter. Im April 2007 lief er bei den „Nedbank Championships for the Physically Disabled“ in Johannesburg seine persönliche Bestzeit über 100 Meter in 10,91 Sekunden. In Rom bei einem Event des Weltleichtathletikverbands IAAF wurde er am 13. Juli 2007 Zweiter – ebenfalls gegen nichtbehinderte Athleten.
Pistorius erklärte, er wolle bei den Olympischen Spielen 2008 in Peking gegen nichtbehinderte Sportler antreten.
Kritiker wie Elio Locatelli vom Weltleichtathletikverband glaubten, seine Prothesen würden ihm einen unfairen Vorteil verschaffen. Die IAAF entschied auf Grundlage eines Gutachtens, das Biomechanik-Professor Gert-Peter Brüggemann von der Sporthochschule Köln angefertigt hatte, dass Pistorius an den Olympischen Spielen 2008 in Peking nicht teilnehmen dürfe.
Der Internationale Sportgerichtshof CAS hob am 16. Mai 2008 die Entscheidung auf, weil er neben den unbestrittenen Vorteilen von Pistorius’ Prothesen, die in der Studie dargelegt werden, auch Nachteile in anderen Aspekten des Laufes erkannte (Umwelteinflüsse, Kurvenverhalten, Startmechanik), die unzureichend berücksichtigt worden seien. Zugleich betonte der CAS, dass es sich bei der Entscheidung zu Pistorius’ Gunsten um eine ausdrückliche Einzelfallentscheidung handele, aus der kein automatischer Anspruch für vergleichbare künftige Fälle abzuleiten sei. Pistorius hatte also die bürokratischen Hürden überwunden, jedoch verfehlte er die Norm sowohl für die 400-Meter-Strecke als auch für die Staffel.
Im September 2008 gewann er bei den Sommer-Paralympics 2008 die 100-, 200- und 400-Meter-Läufe der Klasse T44 in 11,17 Sekunden, 21,67 Sekunden und 47,49 Sekunden.
Im Januar 2009 gab Pistorius bekannt, an den Weltmeisterschaften 2009 in Berlin über die 400-Meter-Distanz antreten zu wollen. Es gelang ihm jedoch nicht, die Qualifikationsnorm von 45,95 Sekunden zu erfüllen.
Am 19. Juli 2011 unterbot Pistorius mit einer Zeit von 45,07 Sekunden über 400 Meter die Qualifikationsnorm für die Weltmeisterschaften 2011 in Daegu. Gemeinsam mit Jason Smyth ist Pistorius der erste Sportler mit Behinderung, der sich für Leichtathletik-Weltmeisterschaften qualifizieren konnte. Mit einer Zeit von 45,39 Sekunden wurde Pistorius dort Dritter seines Vorlaufs und qualifizierte sich für das Halbfinale, dort schied er mit einer Zeit von 46,19 Sekunden als Letzter seines Laufs aus. Seine Vorlaufzeit hätte für eine Finalqualifikation ausgereicht. Im Halbfinale lief er dann mit der 4-mal-400-Meter-Staffel in 2:59,21 Minuten neuen südafrikanischen Landesrekord. Die südafrikanische Staffel erreichte im Finale anschließend ohne Pistorius den zweiten Platz. Wegen seiner Halbfinalteilnahme wurde auch Pistorius die Silbermedaille verliehen.
Anfang Juli 2012 nominierte das Südafrikanische Olympische Komitee Pistorius für die Olympischen Sommerspiele 2012 in London. Pistorius startete als erster beidseitig beinamputierter Athlet bei Olympischen Sommerspielen. Im 400-Meter-Lauf der Männer erreichte er im Vorlauf 1 den zweiten Platz und im Halbfinale 2 den siebten Platz. In der 4-mal-400-Meter-Staffel erreichte er mit seinen Teamkameraden Shaun de Jager, Willem de Beer und L. J. van Zyl den siebten Platz, nachdem das russische Team disqualifiziert worden war.

## Mordfall
Pistorius war ab Herbst 2012 mit dem südafrikanischen Model Reeva Steenkamp liiert. Nachdem diese am 14. Februar 2013 mit mehreren Schusswunden tot in Pistorius’ Haus in Pretoria aufgefunden worden war, nahm ihn die südafrikanische Polizei fest. Gegen Pistorius wurde Anklage wegen Mordes erhoben. Am 22. Februar 2013 kam er gegen eine Kaution von einer Million Rand (ca. 85.000 Euro) vorläufig frei. Um weitere Untersuchungen zu ermöglichen, vertagte das Gericht die Verhandlung am 4. Juni 2013 auf den 19. August 2013. In der dann stattgefundenen Anhörung wurde beschlossen, die Verhandlung ab dem 3. März 2014 fortzusetzen. Pistorius beteuerte wiederholt seine Unschuld im Sinne der Mordanklage und gab an, seine Freundin versehentlich erschossen zu haben, da er sie für einen Einbrecher gehalten habe.
Bei der Urteilsverkündung am 11. und 12. September 2014 wurde Pistorius von der Richterin Thokozile Masipa (Gauteng Division of the High Court of South Africa) vom Vorwurf vorsätzlicher Tötung frei- und wegen fahrlässiger Tötung schuldig gesprochen. Für das Abfeuern einer Waffe in einem Restaurant wenige Wochen vor Steenkamps Tod wurde Pistorius wegen fahrlässigen Verhaltens im Umgang mit einer Schusswaffe ebenfalls schuldig gesprochen. Pistorius führte an, er habe nicht die Möglichkeit in Betracht gezogen, dass er „die Person hinter der Tür töten könnte“. Masipa warf Pistorius „Inkonsistenz“ in seinen Aussagen vor, zweifelte aber auch einige belastende Zeugenaussagen an und entkräftete mehrere Argumente der Staatsanwaltschaft unter Gerrie Nel, die einen Streit zwischen dem Paar belegen sollten. Bei einem Strafrahmen von bis zu 15 Jahren Freiheitsstrafe forderte die Staatsanwaltschaft im Rahmen des Schlussplädoyers zehn Jahre Haft für Pistorius, während die Verteidigung auf Hausarrest und gemeinnützige Arbeit plädierte. Am 21. Oktober 2014 wurde Pistorius zu fünf Jahren Gefängnis verurteilt, für den illegalen Waffengebrauch wurden drei weitere Jahre auf Bewährung ausgesetzt. Die Staatsanwaltschaft beantragte Berufung.
Am 13. März 2015 wurde die Berufung zugelassen, Einwände der Verteidigung wurden zurückgewiesen. Am 20. Oktober 2015 durfte Pistorius nach einem Jahr das Gefängnis verlassen, wurde allerdings unter Hausarrest gestellt. Am 3. Dezember 2015 hob das Berufungsgericht das Urteil auf und sprach Pistorius des Mordes mit verminderter Tötungsabsicht schuldig, was in etwa dem deutschen Rechtsbegriff Totschlag entspricht. Ein Strafmaß wurde zunächst nicht verkündet. Am 3. März 2016 wies das Verfassungsgericht Pistorius’ Antrag auf Berufung wegen mangelnder Aussicht auf Erfolg ab. Am 6. Juli 2016 wurde das vorgesehene Strafmaß von 15 Jahren von Richterin Thokozile Masipa wegen mildernder Umstände auf 6 Jahre Haft herabgesetzt; Pistorius wollte dagegen nicht Berufung einlegen.
Am 16. September 2016 stellte die National Prosecuting Authority einen Antrag zur Verlängerung der Gefängnisstrafe von Pistorius beim Supreme Court of Appeal. Daraufhin unterstellten Pistorius’ Familienangehörige Staatsanwalt Gerrie Nel als Motiv seines Vorgehens „persönliche Rache“. Im November 2016 wurde Pistorius vom Gefängnis Kgosi Mampuru II in das für behinderte Insassen optimierte Atteridgeville Correctional Centre verlegt.
Im November 2017 setzte der Supreme Court of Appeal auf die Berufung der Staatsanwaltschaft hin Pistorius’ Haftstrafe auf das reguläre Mindestmaß von 15 Jahren hinauf, rechnete die bereits verbüßte Strafhaft und Hausarrestzeit jedoch an, sodass die Verbüßung seiner Strafe regulär 2031 geendet hätte.
Im November 2021 leitete Südafrikas Justizministerium Verfahrensschritte ein, um eine Entlassung auf Bewährung, die nach Verbüßung von acht Jahren Gefängnisstrafe möglich wäre, zu prüfen. Im März 2023 lehnte der zuständige Bewährungsausschuss eine vorzeitige Haftentlassung aufgrund eines Formfehlers ab.
Nachdem ihm im November 2023 Bewährung bewilligt worden war, wurde Pistorius am 5. Januar 2024 nach der Hälfte der Haftzeit auf Bewährung aus der Haft entlassen.

## Erfolge (Auszug)
- 100-Meter-Lauf: 10,91 s (damaliger Weltrekord T43, Johannesburg, 4. April 2007)
- 200-Meter-Lauf: 21,30 s (damaliger Weltrekord T43, London, 1. September 2012)
- 400-Meter-Lauf: 45,07 s (persönliche Bestleistung, Lignano, 19. Juli 2011)
- 400-Meter-Lauf: 45,39 s (Weltrekord T43, Daegu, 28. August 2011)
- 4-mal-100-Meter-Staffel: 41,78 s (damaliger Weltrekord T42-46, London, 5. September 2012)
- 4-mal-400-Meter-Staffel: 2:59,21 min (südafrikanischer Landesrekord, Daegu, 1. September 2011)

## Auszeichnungen
2006 wurde Pistorius mit dem südafrikanischen Order of Ikhamanga in Bronze ausgezeichnet.

## Film
- The Fastest Man on No Legs. Dokumentation, Großbritannien, 2008, 60 min., Produktion: BBC America, Erstsendung: 13. August 2008 (Inhaltsangabe)
- Pistorius. Amazon Exclusive, Dokumentation, Studio: Content Media Corp, Erscheinungsjahr: 2018